# المشاعر المعادية للسلافية

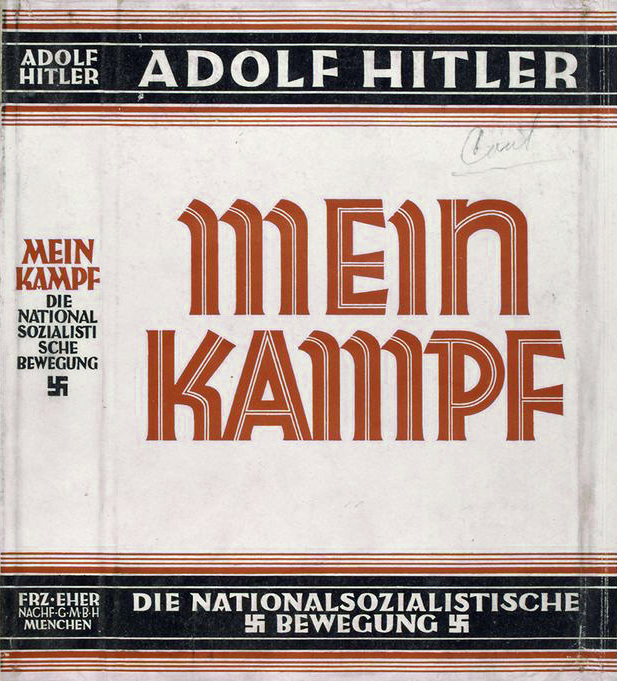

تشير معاداة السلافية، والمعروفة أيضًا باسم سلافوفوبيا، التي تُعدّ شكلًا من أشكال العنصرية، إلى تبني مواقف سلبية مختلفة تجاه الشعوب السلافية، والمظهر الأكثر شيوعًا هو الادعاء بأن الأمم السلافية أدنى من الجماعات العرقية الأخرى، ولا سيما الشعوب الجرمانية والشعب الإيطالي. على النقيض من ذلك، فإن السلافوفيليا هي المشاعر التي تحتفي بالثقافات أو الشعوب السلافية، وقد اتخذت في بعض الأحيان اتجاهات قومية أو متعصّبة، ولكنها يمكن أن تشير أيضًا إلى عداء تجاه أو تقدير أو حب أو شعور بالامتنان تجاه الشعوب السلافية أو ثقافتها. بلغت معاداة السلافية أوجها خلال الحرب العالمية الثانية، عندما أعلنت ألمانيا النازية أن السلاف، وخاصة البولنديين المجاورين، هم دون البشر وبأنها تخطّط لإبادة غالبية الشعب السلافي.

## القرن العشرون

### ألبانيا
في بداية القرن العشرين، تطوّرت معاداة السلافية في ألبانيا من خلال عمل الرهبان الفرنسيسكان الذين درسوا في أديرة الإمبراطورية النمساوية المجرية، عقب المجازر وعمليات الترحيل التي تعرّض لها الألبان مؤخرًا على يد جيرانهم السلافيين. أكّدت النخبة المثقفة في ألبانيا بفخر: «نحن الألبان الشعب الأصلي والعرق الأصلي في البلقان. السلاف هم غزاة ومهاجرون جاءوا بالأمس من آسيا». ووفقًا للمخطوطات التاريخية السوفياتية، كان رجال الدين الكاثوليك هم من حرّض على معاداة السلافية في ألبانيا، وقد ناهض رجال الدين الكاثوليك الألبان الشعب السلافي بسبب الدور الذي لعبه رجال الدين الكاثوليك في التحضير «للعدوان الإيطالي على ألبانيا» ولمعارضة السلاف «الخطط الجشعة للإمبريالية النمساوية المجرية في ألبانيا».

### الفاشية والنازية
كانت معاداة السلافية عنصرًا ملحوظًا لدى الفاشية والنازية الإيطالية قبل وأثناء الحرب العالمية الثانية.
في عشرينيات القرن العشرين، أقدم الفاشيون الإيطاليون على استهداف اليوغسلافيين، وخاصة الصرب. فقد اتهموا الصرب بأن لديهم «دوافع متأصّلة»، وادّعوا أيضًا أن اليوغوسلافيين كانوا يتآمرون معًا لصالح «ماسونية الشرق الكبير وتمويلاته». أحد الادعاءات المعادية للسامية كانت أن الصرب كانوا جزءًا من «مؤامرة يهودية دولية ديمقراطية اجتماعية ماسونية».
كان بينيتو موسوليني ينظر إلى العرق السلافي على أنه أقلّ شأنًا وبربري. واعتبر اليوغوسلافيين (الكروات) مصدر تهديد لإيطاليا ونظر إليهم كمنافسين على منطقة دالماسيا، التي زعمتها إيطاليا، وادّعى أن التهديد حشد الإيطاليين سويّةً في نهاية الحرب العالمية الأولى: «إن خطر رؤية اليوغوسلاف يستقرون على طول ساحل البحر الأدرياتيكي كله قد تسبّبت بحشد نخبة سكان مناطقنا التعيسة في روما. الطلاب والأساتذة والعاملون والمواطنون -الرجال التمثيليون- كانوا يحثّون الوزراء والسياسيين المتمرّسين». غالبًا ما كانت هذه الادعاءات تميل إلى التأكيد على «الطابع الأجنبي» لليوغوسلاف كقادمين جدد إلى المنطقة، خلافًا لحال الإيطاليين القدماء الذين احتلّهم السلاف. من سخرية القدر، تشير المصادر القديمة إلى الشعوب السلافية باسم «شعوب بندقية الأدرياتيكي»، أو «الوينديون»، الذين كانوا على الأرجح أحد المستوطنين في شمال إيطاليا في وقت قريب من وصول القبائل الجرمانية أيضًا، أي قبل وقتٍ قصير من سقوط الإمبراطورية الرومانية، وكان اسمه إقليم فينيتو والبندقية على حدٍّ سواء.

### ألمانيا النازية
كانت العنصرية تجاه السلافية عنصرًا أساسيًا في النازية. اعتبر أدولف هتلر والحزب النازي الدول السلافية (خاصة بولندا والاتحاد السوفيتي ويوغوسلافيا) وشعوبها شعوبًا لا تنتمي إلى العرق الآري Untermenschen (دون البشر)، وقد اعتبروا دولًا أجنبية لا يمكن اعتبارها جزءًا من العرق الآري المتفوّق. صرّح هتلر في كتاب «كفاحي»: «يجب على المرء أن يلقي بظلال من الشك على قوّة بناء الدولة السلافية» ورفض منذ البداية فكرة دمج السلاف داخل ألمانيا الكبرى. كانت هناك استثناءات لبعض الأقليات في هذه الولايات التي اعتبرها النازيون ينحدرون من أسلاف المستوطنين ذوي الأصل العرقي الألماني وليسوا سلافًا راغبين بأن يصبحوا ألمانًا. اعتبر هتلر السلاف أقل شأنًا، لأن الثورة البلشفية قد وضعت اليهود في السلطة ليحكموا الجماهير السلافية، الذين كانوا -حسب تعريفه الخاص- غير قادرين على حكم أنفسهم ولكن بدلًا من ذلك كانوا محكومين من قبل الأسياد اليهود. لقد اعتبر أن تطوّر روسيا الحديثة كان من صنع العناصر الجرمانية، وليس السلافية، في الأمة، لكنه اعتقد أن تلك الإنجازات قد جرى إبطالها وتدميرها من خلال ثورة أكتوبر.
ولأنّ، وفقّا للنازيين، الشعب الألماني يحتاج إلى المزيد من الأراضي للحفاظ على فائض عدد سكانه، وُضعت إيديولوجية الغزو والتهجير فيما يتعلق بأوروبا الوسطى والشرقية وفقًا لمبدأ Lebensraum (الموطن)، الذي يرتكز على فكرة قديمة في القومية الألمانية والذي يشير إلى أن ألمانيا كان لديها «توقٌ طبيعي» لتوسيع حدودها شرقًا (Drang Nach Osten). كانت سياسة النازيين تجاه السلاف هي إبادة أو استعباد الغالبية العظمى من السكان السلافيين وإعادة توطين أراضيهم بملايين السكان الذين ينتمون للعرق الألماني والشعوب الجرمانية الأخرى. وفقًا لخطة الإبادة الرئيسية للشرقGeneralplan Ost، كان من المفترض نقل الملايين من المستوطنين الألمان وغيرهم من «الجرمانيين» إلى المناطق التي تُفتح، وأن يُباد السكان السلافيين الأصليين أو يجري تهجيرهم أو استعبادهم. ركزت السياسة تركيزًا خاص على الاتحاد السوفيتي، فقد كان وحده قادرًا على توفير مساحةٍ كافية لتحقيق هذا الهدف. كجزء من هذه السياسة، طُوّرت «خطة الجوع»، والتي نصّت على الاستيلاء على الأغذية المنتجة داخل الأراضي السوفيتية المحتلة وتسليمها في المقام الأول إلى الجيش الألماني. وكان من المفترض لهذه الخطة أن تؤدّي في النهاية إلى التسبّب في مجاعة وموت من 20 إلى 30 مليون شخص (معظمهم من الروسيين والبيلاروسيين والأوكرانيين). وتشير التقديرات إلى أنه في بين عامي 1941 و1944 مات جوعًا أكثر من أربعة ملايين مواطن سوفيتي وفقًا لهذه الخطة. وصلت سياسة إعادة التوطين إلى دولة أكثر بعدًا في بولندا المحتلة بسبب قربها المباشر من ألمانيا.
انحرافًا عن النظريات الأيديولوجية لأسباب إستراتيجية من خلال إرساء تحالفات مع دولة كرواتيا المستقلة (دولة دمية. يجب عدم الخلط بينها وبين كرواتيا الحديثة، التي نشأت بعد غزو يوغوسلافيا) وبلغاريا، وصف نظام الدمى الكروات رسميًا على أنهم «أكثر جرمانية من السلاف»، فكرة طرحها الدكتاتور الفاشي الكرواتي أنتي بافيليتش الذي فرض وجهة نظر مفادها أن «الكروات هم أحفاد القوط القدماء» الذين «فُرضت عليهم فكرة القومية السلافية كصفة مصطنعة». ومع ذلك، واصل النظام النازي تصنيف الكروات على أنهم «دون البشر» على الرغم من تحالفه معهم. كما اعتبر هتلر البلغاريين «تركمانًا» في الأصل.